# Меласса
Мела́сса (чёрная па́тока, фр. mélasse, греч. μέλας — чёрный) — кормовая патока, побочный продукт сахарного производства; сиропообразная жидкость тёмно-бурого цвета со специфическим запахом.
Существует также разновидность мелассы, известная как «золотой сироп», «Golden honey molasses» или «тростниковый мёд», фактически мёдом не являющаяся, а представляющая собой дегидрированный сок сахарного тростника. В отличие от «Blackstrap molasses», применяемой в кормовых целях, а также для изготовления низкосортных спиртных напитков методом ректификации, «Golden honey molasses» может быть непосредственно использована в пищу человеком, а также для изготовления высококачественных спиртных напитков методом дистилляции в регионах, где сахарный тростник не произрастает, либо, когда нужно максимально сохранить органолептические свойства свежего сока сахарного тростника при транспортировке.

## Состав
Содержит 
- до 60 % неизвлечённых углеводов
- 20—25 % воды
- около 9 % органических азотистых соединений (преимущественно амидов)
- 58—60 % остаточных углеводов (главным образом сахарозы и рафинозы).

Кроме этого, в состав свекольной мелассы входит до 7—10 % золы (минеральных веществ). «Золотой сироп» может содержать до 70—85 % углеводов.

## Использование
В США и Канаде тростниковая меласса используется в кулинарии как сироп и довольно популярна в этом качестве. Это один из немногих сахарозаменителей, богатых микроэлементами и витаминами. Веганы ценят чёрную тростниковую патоку (blackstrap — третий уварок при переработке тростникового сока, густая, горьковато-сладкая жидкость чёрного цвета) как растительный источник кальция.
В Европе и России меласса в основном является отходом переработки сахарной свёклы и обладает неприятным вкусом и запахом, делающими её несъедобной для человека. В связи с этим она обычно используется в кормлении сельскохозяйственных животных. Является ценным углеводным кормом, так как содержит до 60 % неизвлечённых углеводов.
Является хорошей добавкой для сдабривания грубых и концентрированных кормов. С добавлением мелассы готовят многие комбикорма. При гранулировании кормов её используют как связывающий ингредиент.
Также некоторое время меласса использовалась как связующее вещество при производстве гранулированной сажи (технического углерода).
Является ценным сырьём для биотехнологических производств. Из мелассы путём её сбраживания получают: при анаэробном брожении — этиловый спирт, молочную, масляную, пропионовую и другие кислоты; при аэробном брожении — глюконовую, лимонную, фумаровую, щавелевую и уксусную кислоты.
Меласса используется для производства низкокачественного самогона («малясовка», «паточный» самогон) и наряду с рисом является сырьём для изготовления «тайского виски» (Hong Thong).
Тростниковая меласса, обладающая хорошими вкусовыми качествами, используется для изготовления рома, а также в пивоварении, в настоящее время чаще всего крафтовом — она может использоваться в приготовлении стаутов, портеров, исторических элей. Известно, что рецепт пива с мелассой Джордж Вашингтон внёс в свою записную книжку в 1754 году.
Также меласса используется при замешивании прикормки при ловле рыбы. Меласса обладает специфическим запахом, который, вероятно, является привлекательным для рыб. Придаёт прикормочной смеси вязкость и тёмный цвет. В основном применяется при ловле карпов, лещей, карасей и плотвы как в стоячих водоёмах, так и в проточной воде.